# Star Brand
Star Brand il cui vero nome è Kenneth "Ken" Connell, è un personaggio dei fumetti, creato da Jim Shooter (testi) e John Romita Jr. (disegni), pubblicata dalla Marvel Comics, è una serie a fumetti pubblicata tra il 1986 e il 1987 dalla Marvel Comics sotto il marchio New Universe. La sua prima apparizione è in Star Brand n. 1 (ottobre 1986).

## Biografia del personaggio
Kenneth "Ken" Connell è un meccanico di Pittsburgh che riceve da un uomo misterioso lo Star Brand, un marchio a forma di stella che dà poteri sovrumani al suo portatore. Tra i vari poteri è compresa anche l'immortalità. Il precedente portatore, prima di passare il marchio a Ken, aveva tentato di liberarsene imprimendolo su di un asteroide in orbita intorno alla Terra. Lo Star Brand però può essere portato solo da esseri viventi e l'asteroide esplose, riversando sulla Terra l'energia del marchio stellare e scatenando il cosiddetto Evento Bianco (White Event) che trasforma centinaia di persone in paranormali.
Sarà proprio commettendo lo stesso errore che Kenneth, verso la fine della serie, provocherà l'Evento Nero che causerà la distruzione di Pittsburgh (descritta nel one shot The Pitt) e darà inizio alla saga The War.

### Untold Tales of the New Universe
Lo one-shot "Untold Tales of the New Universe: Star Brand - adventures in multiverse", pubblicato nel 2006 in occasione del ventennale del New Universe, mostra le vicende di tre versioni alternative del personaggio:
- Star Brand di Terra-541 ha riunito il mondo sotto il suo dominio imponendo la pace mondiale.
- Star Brand di Terra-723 ha canalizzato il suo potere nella musica, usando questa forza per unire le persone del suo mondo.
- Star Brand di Terra-886 è una donna che protegge il suo mondo da potenti forze demoniache.

Ognuna di queste versioni di Star Brand è rappresentata con un look notevolmente differente da quello della controparte "classica".

## Autori della serie

### Scrittori
- Jim Shooter - Star Brand #1-7 (ottobre 1986 - maggio 1987)
- Roy Thomas - Star Brand #7 (maggio 1987)
- Cary Bates - Star Brand #8-9 (luglio 1987 - settembre 1987)
- George Caragonne - Star Brand #10 (novembre 1987)
- John Byrne - The Star Brand #11-19 (gennaio 1988 - maggio 1989)
- Bobbie Chase - Star Brand Annual #1 (1987)

### Disegnatori
- John Romita, Jr. - Star Brand #1-2, 4-7 (ottobre 1986 - novembre 1986, gennaio 1987 - maggio 1987)
- Alex Saviuk - Star Brand #3 (dicembre 1986)
- Arvell Jones - Star Brand #8 (luglio 1987)
- Keith Giffen - Star Brand #9 (settembre 1987)
- Mark Bagley - Star Brand #10 (novembre 1987)
- John Byrne - The Star Brand #11-19 (gennaio 1988 - maggio 1989)
- Geof Isherwood - Star Brand Annual #1 (1987)

## Edizione italiana
Una traduzione italiana è stata pubblicata negli anni novanta sulla rivista Starmagazine.

## Altre apparizioni
Star Brand è uno dei personaggi del New Universe che compare nella saga degli Exiles World Tour-New Universe (Exiles 72; 73; 74).